# 塔尔苏斯

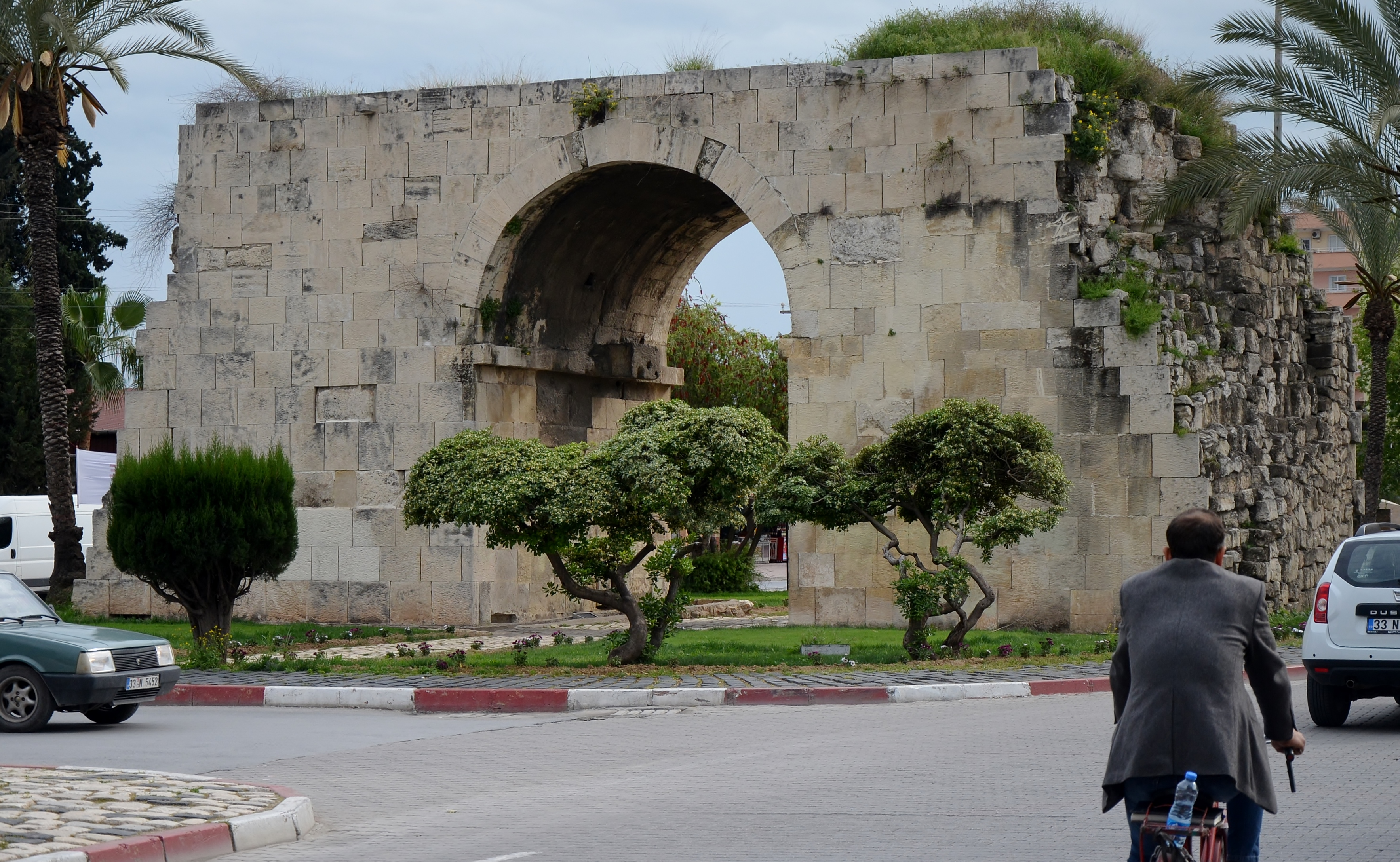
克娄巴特拉之门

塔爾蘇斯（土耳其語：Tarsus），又譯大數、塔爾索，位於今日土耳其的小亚细亚半岛的東南部，位於托魯斯山脈之下、西德奴斯河流往地中海的出海口。現屬於梅爾辛省。是羅馬帝國時期基利家省的首府、使徒保羅的出生地。

## 詞源
古名塔索斯（Tarsos）源自塔尔萨（Tarsa），这是赫梯人给这座城市起的最初名称。这又可能源自风暴之神塔伦兹（Tarḫunz）的名字。在希腊化时代，塔尔苏斯被称为Cydnus上的安条克（希腊语：Аντιόχεια του Κύδνου，拉丁语：Antiochia ad Cydnum），以区别于叙利亚的安条克。罗马人称其为Juliopolis，而亚美尼亚西部地区称为Darson，亚美尼亚东部地区称为Tarson。
据《苏达辞书》记载，这座城市是珀耳修斯在与伊苏里人和西里西亚人作战后建立的。神谕告诉他，在胜利后下马时，他的脚掌（ταρσός）接触地面的地方要建立一座城市。

## 歷史

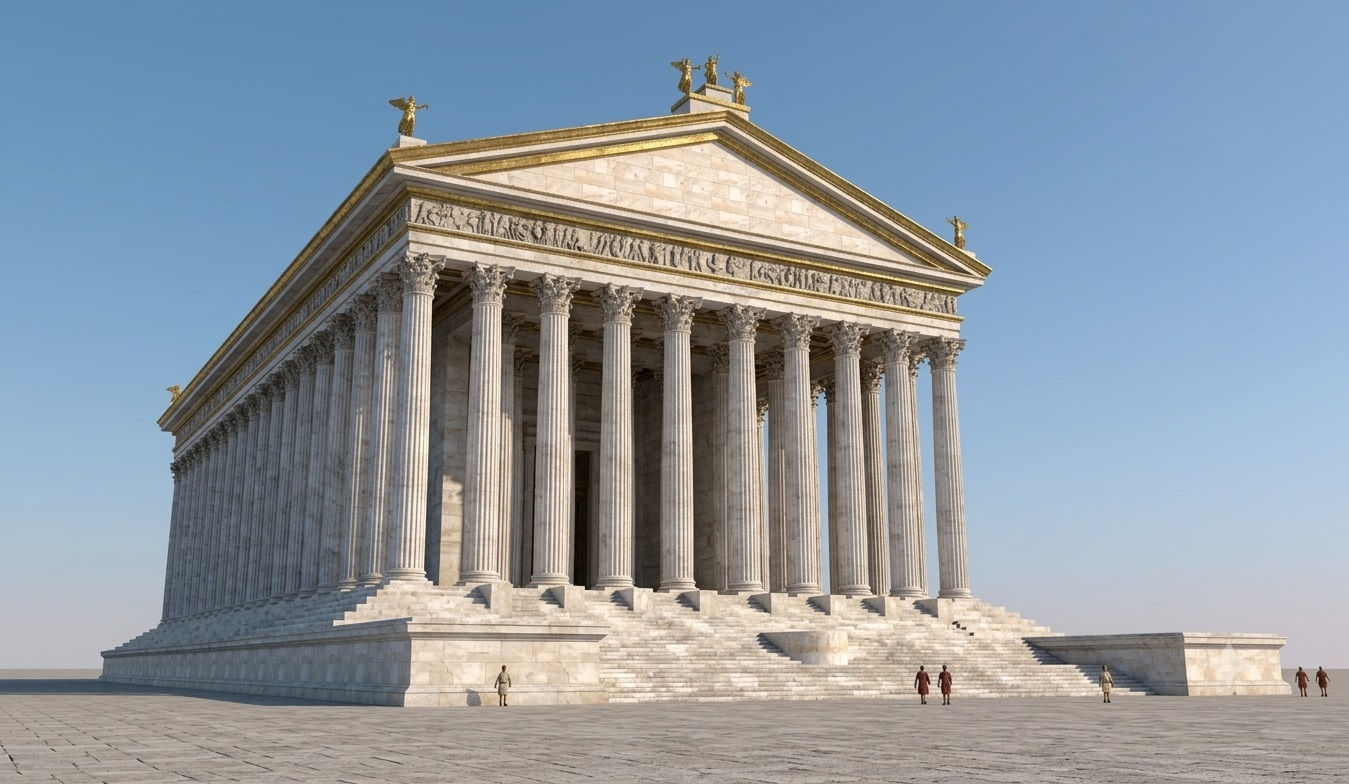
塔尔苏斯神庙，面阔十柱，古代世界最大的神庙之一

“大數”這名字可能來自一位古代的神名Tarku。
大數位處於多條重要貿易路線的交匯點。它把南安那托利亚與敘利亞及本都地區連接起來。當地最早的移民大約在青銅器時期，但亦可能更早。大約於公元前3世紀，它成為了波斯帝國的疆土。及後羅馬帝國擴張，大數市被定為基利家省的首府。大數是馬克·安東尼和克麗奧帕特拉第一次見面的地方。

## 地理
塔尔苏斯位于注入地中海的贝尔丹河（古代Cydnus）河口，位于连接奇里乞亚平原（今天称为库库罗瓦）、安纳托利亚中部和地中海的陆地和海上路线的交汇处。气候属于典型的地中海氣候。

## 經濟
塔尔苏斯有着悠久的商业历史，至今仍然是一个商业中心，交易肥沃的库库罗瓦平原的农产品。塔尔苏斯也是一个繁荣的炼油和出口加工工业中心。工业包括农业机械、零配件、纺织、水果加工、制砖和陶瓷。
农业是重要的收入来源，当地土地面积一半为农田（1,050km²[410 sq mi]），其余大部分为森林或果园。农田大部分灌溉、施肥良好，并采用最新设备进行管理。

## 景点
- 克娄巴特拉之门
- 塔尔苏斯大清真寺
- 圣保罗堂 (大数)
- 圣保罗井 (大数)

### 引用
1. ↑  . Regional Statistics Database. Turkish Statistical Institute. 2002  [2013-03-05].
2. ↑  . Address Based Population Registration System (ABPRS) Database. Turkish Statistical Institute.   [2013-02-27].
3. ↑  《新約聖經·使徒行傳 22章:3節》